# Anders Skaarup Rasmussen
Anders Skaarup Rasmussen, född 15 februari 1989, är en dansk badmintonspelare.

## Karriär
Anders Skaarup Rasmussen tog VM-brons i herrdubbel 2021 och VM-silver i herrdubbel 2023 samt EM-guld i herrdubbel åren 2018 och 2024.